# Spathuliger gomyi
Spathuliger gomyi là một loài bọ cánh cứng trong họ Cerambycidae.